# Barre (Wisconsin)
Barre város az USA Wisconsin államában, La Crosse megyében. Lakosainak száma 1267 fő (2020. április 1.).

## Népesség
A település népességének változása:

| 2010 | 1 234 |
| 2020 | 1 267 |